# Sacerdote de Lyon
Sacerdote o Sacerdos (Lyon, 487 - París, 11 de septiembre de 552) fue el 27º obispo de Lyon a mediados del siglo VI, venerado como santo por la Iglesia católica.

## Hagiografía
En el catálogo episcopal de Lyon más antiguo, contenido en un evangelio de mediados del siglo IX, y escrito alrededor de los años 799-814, el nombre del obispo Sacerdote aparece en el lugar 27 entre Leoncio de Lyon, sucesor de Lupo de Lyon, documentado en 538, y Nicezio de Lyon. Otro catálogo antiguo, informado por Hugues de Flavigny en su Chronica universalis, agrega esta nota histórica: S. Sacerdos, tempore Childeberti. Un tercer catálogo más reciente agrega más información, relacionada con algunas iglesias construidas por Sacerdote: Sacerdos ecclesiam s. Pauli et s. Eulaliae.
La vida de Sacerdote se conoce gracias a la información que reporta Gregorio de Tours; a los contenidos en su epitafio, de los que conocemos una transcripción medieval y un fragmento del original, descubierto en 1883; y algunos fragmentos de una Vita, ahora perdida.
Sacerdote nació en 487 en Lyon en una familia patricia; estaba casado y tenía un hijo, que fue enterrado con él; era el tío de Nicezio de Lyon, su sucesor en la cátedra de Lyon. Se desconoce el año exacto en que se convirtió en obispo de Lyon, que se incluye en el período comprendido entre 538 y 549. En este último año, el sacerdote presidió un concilio, celebrado el 28 de octubre en Orleans, durante el cual el  erección de un hospital en Lyon, solicitado por el rey Childeberto I y su esposa Ultrogota.
Según los catálogos episcopales de Lyon, el episcopado de Sacerdote tuvo lugar íntegramente durante el reinado de Childeberto I (534-558); su acción fue responsable de la construcción, o mejor dicho de la restauración, de dos iglesias de la ciudad, la iglesia de San Paolo y la iglesia de Sant'Eulalia, más tarde dedicada a San Jorge, dependiente de un monasterio femenino. De estas iglesias hay un informe realizado por Leidrado de Lyon (hacia 798-816) a Carlomagno, y los fragmentos medievales de la Vita de Sacerdote se refieren a la obra de construcción.
Gregorio de Tours relata los últimos momentos de la vida de Sacerdote. Fue a París en 552 para un concilio que debía regular los problemas que surgieron en la sede parisina después de la destitución del obispo Saffaraco, Sacerdote cayó enfermo y no pudo participar en la reunión y firmar los documentos. En su lecho de muerte, Sacerdote obtuvo del rey Childeberto I que su sucesor en la silla de Lyon era su sobrino Nicezio.
Según el texto del epitafio, Sacerdote murió el 11 de septiembre de 552 a la edad de 65 años, y poco tiempo después sus restos fueron trasladados a Lyon y enterrados en la iglesia de los Apóstoles, más tarde dedicada a Nicezio.

## Veneración
El testimonio litúrgico más antiguo del obispo Sacerdote se encuentra en el Martirologio geronimiano (siglos V-VI), donde su celebración se fija el 12 de septiembre. En la misma fecha, el santo es mencionado en el Martirologio de Lyon y en el Martirologio Romano escrito por Baronio.
El martirologio de hoy, reformado de acuerdo con los decretos del Concilio Vaticano II, ha trasladado su conmemoración a la fecha del 11 de septiembre, donde se recuerda al santo obispo con estas palabras:

En París, de la Galia, tránsito de san Sacerdote, obispo de Lyon, que vivió en el amor y temor de Dios, muriendo en aquella ciudad durante un concilio (552).
Martirologio Romano